# Thamnocephalis ovalispora
Thamnocephalis ovalispora är en svampart som beskrevs av B.S. Mehrotra & B.R. Mehrotra 1964. Thamnocephalis ovalispora ingår i släktet Thamnocephalis och familjen Sigmoideomycetaceae.   Inga underarter finns listade i Catalogue of Life.